# Juegos Paralímpicos de Pekín 2022
Los Juegos Paralímpicos de Pekín 2022 (en chino simplificado, 2022年冬季残疾人奥林匹克运动会; pinyin, 2022 Nián Dōngjì Cánjí Rén Àolínpǐkè Yùndònghuì) fueron los decimoterceros Juegos Paralímpicos de Invierno y que se llevó a cabo en Pekín (China). Se trata de un evento deportivo internacional de deportes de invierno que fue organizado por el Comité Paralímpico Internacional (IPC). Se celebró del 4 al 13 de marzo de 2022. Pekín fue la primera ciudad en acoger tanto los Juegos Paralímpicos de verano y como de invierno.

## Deportes
En los Juegos Paralímpicos se contó con ochenta eventos de seis deportes. En 2018, el snowboard pasó a ser una disciplina separada, con un total de diez eventos.
- Biatlón (18)
- Curling en silla de ruedas (1)
- Esquí alpino (30)
- Esquí de fondo (20)
- Hockey sobre hielo (1)
- Snowboard (8)

## Calendario
| A | Apertura |  | Clasificatorias | # | Eventos finales | C | Clausura |

## Países participantes
| Lista de equipos participantes (Código paralímpico nacional) | |
| --- | --- |
| \| - Alemania (GER) - Andorra (AND) - Argentina (ARG) - Australia (AUS) - Austria (AUT) - Azerbaiyán (AZE) - Bélgica (BEL) - Bosnia y Herzegovina (BIH) - Brasil (BRA) - Canadá (CAN) - Chile (CHI) - República Popular China (CHN) - Croacia (CRO) - Corea del Sur (KOR) - Dinamarca (DEN) - Eslovaquia (SVK) - Eslovenia (SLO) - España (ESP) - Estados Unidos (USA) - Estonia (EST) - Finlandia (FIN) - Francia (FRA) - Georgia (GEO) \| - Grecia (GRE) - Hungría (HUN) - Irán (IRN) - Islandia (ISL) - Israel (ISR) - Italia (ITA) - Japón (JPN) - Kazajistán (KAZ) - Letonia (LAT) - Liechtenstein (LIE) - México (MEX) - Mongolia (MGL) - Países Bajos (NED) - Noruega (NOR) - Nueva Zelanda (NZL) - Polonia (POL) - Puerto Rico (PUR) - Reino Unido (GBR) - República Checa (CZE) - Rumania (ROM) - Suecia (SWE) - Suiza (SUI) - Ucrania (UKR) \| | |
| - Alemania (GER) - Andorra (AND) - Argentina (ARG) - Australia (AUS) - Austria (AUT) - Azerbaiyán (AZE) - Bélgica (BEL) - Bosnia y Herzegovina (BIH) - Brasil (BRA) - Canadá (CAN) - Chile (CHI) - República Popular China (CHN) - Croacia (CRO) - Corea del Sur (KOR) - Dinamarca (DEN) - Eslovaquia (SVK) - Eslovenia (SLO) - España (ESP) - Estados Unidos (USA) - Estonia (EST) - Finlandia (FIN) - Francia (FRA) - Georgia (GEO) | - Grecia (GRE) - Hungría (HUN) - Irán (IRN) - Islandia (ISL) - Israel (ISR) - Italia (ITA) - Japón (JPN) - Kazajistán (KAZ) - Letonia (LAT) - Liechtenstein (LIE) - México (MEX) - Mongolia (MGL) - Países Bajos (NED) - Noruega (NOR) - Nueva Zelanda (NZL) - Polonia (POL) - Puerto Rico (PUR) - Reino Unido (GBR) - República Checa (CZE) - Rumania (ROM) - Suecia (SWE) - Suiza (SUI) - Ucrania (UKR) |

- Rusia y Bielorrusia, quedaron fuera de los Juegos Paralímpicos, debido a la Invasión rusa de Ucrania de 2022[1]

## Medallero
| Núm. | País                          | Oro | Plata | Bronce | Total |
| --- | ----------------------------- | --- | ----- | ------ | ----- |
| 1 | República Popular China (CHN) | 18  | 20    | 23     | 61    |
| 2 | Ucrania (UKR)                 | 11  | 10    | 8      | 29    |
| 3 | Canadá (CAN)                  | 8   | 6     | 11     | 25    |
| 4 | Francia (FRA)                 | 7   | 3     | 2      | 12    |
| 5 | Estados Unidos (USA)          | 6   | 11    | 3      | 20    |
| 6 | Austria (AUT)                 | 5   | 5     | 3      | 13    |
| 7 | Alemania (GER)                | 4   | 8     | 7      | 19    |
| 8 | Noruega (NOR)                 | 4   | 2     | 1      | 7     |
| 9 | Japón (JPN)                   | 4   | 1     | 2      | 7     |
| 10 | Eslovaquia (SVK)              | 3   | 0     | 3      | 6     |
| 11 | Italia (ITA)                  | 2   | 3     | 2      | 7     |
| 12 | Suecia (SWE)                  | 2   | 2     | 3      | 7     |
| 13 | Finlandia (FIN)               | 2   | 2     | 0      | 4     |
| 14 | Reino Unido (GBR)             | 1   | 1     | 4      | 6     |
| 15 | Nueva Zelanda (NZL)           | 1   | 1     | 2      | 4     |
| 16 | Países Bajos (NED)            | 0   | 3     | 1      | 4     |
| 17 | Australia (AUS)               | 0   | 0     | 1      | 1     |
| 17 | Kazajistán (KAZ)              | 0   | 0     | 1      | 1     |
| 17 | Suiza (SUI)                   | 0   | 0     | 1      | 1     |
| Fuente: Beijing 2022 - Paralympic Medal Table (enlace roto disponible en Internet Archive; véase el historial, la primera versión y la última).; actualización automática |                               |     |       |        |       |